# Храм Владимирской иконы Божьей Матери (Дубна, городской округ Чехов)
Храм Владимирской иконы Божьей Матери села Дубна — приходской православный храм в городском округе Чехов, в селе Дубна. Относится к Чеховскому благочинию Подольской епархии Русской православной церкви.
Является памятником архитектуры регионального значения. При храме действует воскресная школа.

## История
Один из старейших храмов Чеховского благочиния. Основан не позднее XIV века. Современное здание построено в 1810 году. 1936 году церковь была закрыта и стала быстро разрушаться.
Восстановление началось в 1992 году и продолжается до настоящего времени. В 1994 году была официально зарегистрирована церковная община.